# 디우르벨주

디우르벨주

디우르벨주(프랑스어: Région de Diourbel)는 세네갈의 주로, 주도는 디우르벨이며 면적은 4,359km2, 인구는 1,420,082명(2013년 기준)이다. 3개의 하위 행정 구역(밤베이, 디우르벨, 음바케)을 관할한다.